# Mimetiet
Het mineraal mimetiet is een chloor-houdend lood-arsenaat met de molecuulformule Pb5(AsO4)3Cl.

## Eigenschappen
Het subdoorzichtig tot doorschijnend rode, gele, bruine of oranje mimetiet heeft een diamant- tot harsglans, een witte streepkleur en de splijting is imperfect volgens het kristalvlak [1011]. Het kristalstelsel is hexagonaal en de habitus is bothryodaal. Mimetiet heeft een gemiddelde dichtheid van 7,17, de hardheid is 3,5 tot 4 en het mineraal is niet radioactief.

## Naamgeving
De naam van het mineraal mimetiet is afgeleid van het Griekse mimethes, dat "imitator" betekent. Het is zo genoemd vanwege de gelijkenis met pyromorfiet.

## Voorkomen
Mimetiet is een zeldzaam loodarsenaat dat voornamelijk secundair gevormd wordt in loodertsen. De typelocatie is de Treue Freundschaft mijn in Johanngeorgenstadt, Ertsgebergte, Duitsland. Mimetiet wordt verder gevonden in de Bonnie mijn, Noordelijk Territorium, Australië, Tsumeb in Namibië en in Caldbeck Fells, Cumbria, Engeland. Mimetiet komt in het algemeen voor in samenhang met de mineralen anglesiet, galeniet en hemimorfiet